# 弗里德里希·施萊爾馬赫
弗里德里希·丹尼尔·恩斯特·施萊爾馬赫（又譯為士來馬赫；1768年11月21日—1834年2月12日），德國19世紀神學家及哲學家，被稱為現代神學、現代詮釋之父，主張神的臨在性，也就是強調宗教「感覺」。

## 生平
施萊爾馬赫出生在西里西亚的布雷斯劳（今属波兰），父亲是普鲁士军队中的归正会随军牧师。他就讀于哈勒大學，尤其對神學和釋經學有興趣。他亦廣泛閱讀哲學著作，尤其是柏拉圖、亞里士多德、斯賓諾莎、康德、費希特、雅可比的著作。他在1799年完成《論宗教》。
从1802年到1804年，施萊爾馬赫担任波美拉尼亚省Słupsk镇的牧师。1804年，他担任哈勒大学牧师和神学教授，直到1807年。

## 年代
- 1768年  出生在西里西亞的布列斯勞（Breslau，今屬波蘭）。
- 1783年  也就是他15歲時進入上勞西茨（Oberlausitz）尼斯基（Niesky）的兄弟會學校。
- 1785年  進入易北河邊的巴爾比（Barby）兄弟會神學院。
- 1787年  就讀哈勒大學，期間特別研究康德的哲學思想—懷疑論。[2]
- 1790年  在東普魯士的施勞比登（Schlobitten）的多納（Dohna）伯爵家任家教。
- 1794年  通過第二次神學考試並成為改革宗牧師，在蘭斯堡當助理牧師。
- 1796年  在柏林任慈善醫院牧師，開始與浪漫派圈子有深入的認識。
- 1799年  出版《宗教講演錄》（On Religion, Speeches to Its Cultural Despisers）。
- 1800年  出版《獨白錄》。
- 1802年  流放到波美拉尼亞省的斯多普小鎮擔任牧師。
- 1804年  擔任哈勒大學牧師和神學教授，直到1806年。
- 1805年  出版《聖誕節座談》。
- 1809年  在三一教會作牧師，與維利希（H.Willich）結婚。
- 1810年  在新的柏林大學任教授，擔任新的神學系首任主任。
- 1813年 作為《普魯士通訊》編輯而捲入政治。
- 1814年  柏林科學院秘書，被懷疑是政治反動派，從教育部中被解雇。
- 1815年  成為柏林大學校長。
- 1817年  在普魯士教會的統一中起了領導作用。
- 1821年  出版《基督教信仰》一書，這本書可以代表他晚期思想的神學遺作。
- 1824年  連續兩年與普魯士國王的教會爭論政治。
- 1834年  在柏林去世。[3]

## 早期敬虔派的影響
他祖父為改革宗神學家，是一位敬虔派人物，特別活躍於啟示錄論團體中。他的母親是柏林首要宮廷牧師的女兒。他父親也是一位敬虔派，屬於亨胡特（Herrnhuter）的兄弟會團體。士來馬赫原本應當是繼承家族敬虔派兄弟會的成員，從他約十五歲被父親送入尼斯基所屬的兄弟會寄宿學校。17歲時進入位於巴爾比一所兄弟會神學院就讀神學，這間神學院不像哈勒敬虔派重視因罪而懺悔的內在感情，在這裡生活非常嚴刻，是一所關注被上帝救贖的喜樂的學院。
他在此神學院修讀神學兩年，專注的修習內在生活的敬虔。雖身處於敬虔派的環境下，但卻喜愛讀哲學書籍，特別愛讀康德的書，因此康德的《未來形而上學導論》對他日後神學影響極大。不過不是康德的言論他都全盤接收，至少在倫理學及宗教範圍士來馬赫走出屬於自己的一條路。此時的他對敬虔派思想所提倡與耶穌的內在交通無法獲得令他滿足，理性主義對他而言是一個新的開端，也是挑戰，浪漫主義的思想正大張旗鼓的影響整個歐洲政治及社會，改革宗的路得派信仰又不能令當時所接觸的知識份子信服，而他也必須要以新的神學眼光來看待這世代。學習神學兩年之後，他在給父親的信中寫到：「我無法相信他的死具有代贖意義，因為他自己從未這麼明顯的說過，而且我也很難相信這是必要的‧‧‧上帝怎麼會由於人不夠完善就要懲罰他們呢？」。

## 理性主義的影響（大學時期）
在哈勒大學的理性主義底下，熱衷於希臘哲學的思想，此時是他整個神學思想的轉捩點，他不僅翻譯希臘哲學書籍，並撰寫有關亞理斯多德《尼各馬克倫理學》學術著作，為要在當時世界觀衝擊下作一番的神學反省。我們必須說一位神學家不應該只是停留在信仰私有化裡頭而不與外界接觸，相反的是要注意當時代思想的脈動。我們從士來馬赫看見了新時代神學觀，他首先尊敬希臘哲學的思想，也肯定理性主義時期下的產物（肯定歷史批評法），甚至現代科學、人文哲學、藝術…等。若以現代神學家而言他可說是第一位，因為一位現代神學家正是需要重新闡釋基督教信仰，可以看見他在哈勒大學正努力裝備著自己的神學觀。

## 浪漫主義的影響
正是浪漫主義的激流薰陶下，他加入了現代柏林上層社會的浪漫派圈子，例如與浪漫派精神領袖施勒格爾在一起住了兩年，並每天去亨利得、赫茨（H. Herz）的沙龍。他是一位與人文主義作家、藝術家、詩人、哲學家交往密切的神學家，他沒有神職人員對浪漫主義思想的偏見，他認為每一個人都能因為敬虔而將自我的情感表達出來。他相信藝術的價值與友誼，他成功的將宗教敬虔情感與浪漫主義作一結合。對於藝術家而言，他將情感表達在創作上，這也是敬虔，而神是創造的神，注重每一個細節，從被造物的身上即可看見祂是注重美感的神，因此浪漫主義也許是神派來一個天使，敲響了教會的鐘聲，喚起了教會沈悶的禮儀。在這種對理性越發枯燥，對人類「感覺」越來越重視的背景下，看士來馬赫的貢獻便格外清楚。
對情感他深愛格如諾，但卻無法一起廝守，士來馬赫在感情生活遭受挫折後，以對柏拉圖著作的翻譯來彌補傷痛、保持清醒，並以批判的手法批評歷史中各樣道德理論。對一位牧師而言，他將神學與現代哲學注入新的闡釋。

## 思想
施莱马赫思想的明显特征是努力将其他思想家对立的概念结合到一个统一的体系之内，他既是唯物主义者又是唯心主义者，既是个人主义者又是普救论者，即是一元论者又是二元论者，既是感觉论者又是知性论者，既是自然主义者又是超自然主义者，既是理性主义者又是神秘主义者，既是相信神秘直觉说的诺斯替派又是不可知论者。他在哲学、道德、宗教和神学方面都是站在中间立场的王子，但他并不寻求与对手和解，或隐藏、弱化不同之处。相反，他带来最尖锐的观点。他的思想几乎触及到全宇宙，丰富多彩的文化生活，努力使科学与哲学、宗教和神学和谐的典型代表。

## 所面對的挑戰或要解決的問題
面對啓蒙運動中科學與哲學所帶來的難題，單單以理性來認識宗教，士來馬赫認為這樣是不夠的；因為宗教不是外在的制度、儀式、教義、也不是康德所說的哲學或道德。宗教的本質，是在於內在敬虔（inward disposition of piety），他認為「真正的宗教是對無限者的意識和觸動」，也就是所謂的宗教「感覺」。

## 對所面對問題之如何回應
士來馬赫在浪漫主義強調感覺的基礎上，找到了基督教信仰的新方向：
強調以人的「經驗」為主的神學基礎。
- 宗教的本質為「敬虔」，這就是宗教「感覺」，帶有一種覺醒的「自我意識」。也就是說，宗教不是知識，不是行為，也不是道德，卻是一種情感，是一種與神的密切關係。 [6]
- 其系統神學著作：《基督教信仰》（The Christian Faith, 1821；1834年修訂版）中陳明，[7]宗教情感就是對上帝的絕對倚靠感，主張「信仰」基礎並非教義、信條、神學或道德。[8]
- 所有的教義，都是從信徒對上帝的絕對倚靠感、內在「經驗」中焠鍊出來的，神學不過是人對敬虔的回應。[9]

## 對今日教會的啟發
- 雖然他是在敬虔主義的影響下成長，但他卻認為自己是自由神學家，並且是「高人一等的」敬虔主義者。[10]

- 士來馬赫為基督教開啓了自由派神學和無神學運動（馬克思主義） 的時代，[11]並且延續了將近兩百年。[12]

## 有何潛在危機
- 士來馬赫不認同許多正統教義，例如：基督神人二性。  他否認耶穌的「神性」，不接受道成肉身。[13]

他認為耶穌的救贖，只是神在祂裡面的作為，只因耶穌對上帝有絕對依靠感，耶穌自始至終擁有對神知覺的能力，顯明神實實在在在祂裡面。
然後祂將這能力注入到信徒裡面， 而祂以此與神和人連結，這就是救贖的行為。這可說是「功能性基督論」的原型。
- 因此後人的評價，對其神學和詮釋的重點，從神轉移到人的方向，過於著重人的意識。

卡爾巴特更嚴厲的批評士來馬赫錯誤地以人的話語代替了神的道，以人觀代替基督論。

## 如何應用
士來馬赫對於聖經有獨特的詮釋循環概念，他倡議歷史考據和人的經驗，從其生活處境去探索，是有更深的思考途徑。

## 作品
- Sämmtliche Werke. Berlin 1834–64.
- Kritische Gesamtausgabe. De Gruyter 1980–.

### 引用
1. ↑  葛倫斯（Stanley J. Grenz）、奧爾森（Roger E. Olson），《二十世紀神學評論》，劉良淑、任孝琦譯（新北市：校園書房出版社，2012），45。
2. ↑  葛倫斯（Stanley J. Grenz）、奧爾森（Roger E. Olson），《二十世紀神學評論》，劉良淑、任孝琦譯（新北市：校園書房出版社，2012），47。
3. ↑  孔汉思 著：《基督教大思想家》，包利民 譯（香港：漢語基督教文化研究所，1995），164-5。
4. ↑  孔汉思 著：《基督教大思想家》，包利民 譯（香港：漢語基督教文化研究所，1995），167。
5. ↑  孫寶玲，《聖經詮釋的意義和實踐》（香港：建道基金會有限公司，2008 )，248。
6. ↑  士來馬赫，《士來馬赫：宗教與敬虔》，謝扶雅譯（香港：東南亞神學教育基金會、基督教文藝出版社，1967），9-12。
7. ↑  麥葛福，《基督教神學手冊》，劉良淑、王瑞琦譯（台北：校園書房出版社，1998），109。
8. ↑  岡薩雷（Justo Gonzales），《教會歷史要點指南》，胡宏志譯（新北市：聖經資源中心，2011），138。
9. ↑  葛倫斯、奧爾森，《二十世紀神學評論》，52-4。
10. ↑  奧爾森（Roger E. Olson），《神學故事》， 吳瑞誠、徐成德譯（台北縣：校園書房出版社，2002），581。
11. ↑  麥葛福，《基督教神學手冊》，109。
12. ↑  葛倫斯、奧爾森，《二十世紀神學評論》，45。
13. ↑  孫寶玲，《聖經詮釋的意義和實踐》，242。
14. ↑  葛倫斯、奧爾森，《二十世紀神學評論》，57-59。
15. ↑  孫寶玲，《聖經詮釋的意義和實踐》，269-70。

### 书籍
- 蘭姆 著，劭樟平 譯：《洪流中的堅信—福音派歷史神學探源》。香港：天道書樓，1994。
- 鄧紹光 主編：《在信仰之思的途中—一群年輕神學人的神學告白》。香港：基道出版社，2000。
- 謝家樹：《基督教歷代別異神學思想簡介》。台北：中國主日學協會，1983。
- 孔汉思 著，包利民 譯：《基督教大思想家》。香港：漢語基督教文化研究所，1995。
- 士來馬赫：《基督教歷代名著集成－士來馬赫：宗教與敬虔》。謝扶雅譯。香港：基督教文藝出版社，1967。